# زین‌العابدین مرعشی
زین‌العابدین بن کمال‌الدین مرعشی آملی یکی از شاهان مرعشیان تبرستان بود که پس از به قتل رساندن عبدالله به حکومت رسید و پس از چندی نبرد با عبدالکریم بن عبدالله، سرانجام با خوردن غذای سمی مادرش در سال ۸۹۷ هجری‌قمری کشته شد.

## دوران حکومت و نبردها
عبدالله مرعشی هنگامی که به پادشاهی رسید سن کمی داشت و به شرب خمر بسیار اقدام می‌کرد و این موجب شد تا مردم مازندران از وی متفرق شوند. در حکومت وی، علی روزافزون قدرت بسیاری داشت که به‌دست سادات بابلکانی کشته شد و سرانجام عبدالله در حمام و به دست پسر عمویش، زین‌العابدین، به قتل رسید. عبدالله پیش از این فرزندش، عبدالکریم دوم را به خدمت «سلطان ابوسعید تیموری» فرستاده بود. پس از مرگ عبدالله، زین‌العابدین خود را حاکم مازندران خواند. لیکن «سادات پازواری» با وی مخالفت کردند و حکومت عبدالکریم دوم را طلبیدند. دخالت «کارکیا سلطان محمد»، حاکم گیلان و مذاکراتش با ابوسعید تیموری و حمایت روزافزونیان و سادات پازواری از درخواست کارکیا، موجب شد که ابوسعید این کودک چهار ساله را به گیلان بفرستد. پس از مدتی عبدالکریم دوم از گیلان به سوی آمل راه افتاد لیکن در رستمدار توقف نمود زیرا اسدالله با زین‌العابدین سازش کرده‌بود. در این زمان ابوسعید کشته شد و «امیر حسن بیک» به قدرت رسید. وی دستور داد که لشکریان گیلان، رستمدار و عراق عبدالکریم دوم را به حکومتش برسانند. بدین ترتیب عبدالکریم دوم در ساری به تخت نشست و زین‌العابدین به هزارجریب عقب‌نشینی نمود. سرانجام با پیوستن هیبت‌الله بابلکانی به زین‌العابدین، وی به ساری دست یافت و سپس به آمل حمله نموده، اسدالله را اخراج نمود.
هیبت‌الله بابلکانی بر زین‌العابدین «یاغی» شد و به عبدالکریم دوم پیوست. زین‌العابدین برای سرکوب شورشیان از ساری خارج شد و عده‌ای در این هنگام اسدالله را از محبس آزاد نموده، راهی آمل کردند. وی حکومت آمل را گرفت و پسر اسدالله، حسن، به نزد زین‌العابدین شتافت. اسدالله، عبدالکریم دوم را به آمل دعوت نمود، وی نیز با لشکری از گیلان به رستمدار و آمل رفت. سپس اسدالله، هیبت‌الله بابلکانی و عبدالکریم دوم به زین‌العابدین حمله نمودند لیکن در نبرد شکست خوردند و اسدالله که به اسارت رسیده بود، را به قتل رساندند. این جدال‌ها تا ۸۹۴ هجری ادامه داشت. 

## مرگ زین‌العابدین
زین‌العابدین دو همسر داشت که به یکی از این دو تن توجه بیشتری قائل بود. بر همین اساس همسر دوم وی با مادر زین‌العابدین علیه همسر مورد توجه سید، سخن‌چینی نمود. مادر زین‌العابدین نیز غذایی تهیه نموده در آن قدری سم ریخت و به همسر محبوب زین‌العابدین داد. وی غذا را نگهداشت تا زین‌العابدین نیز از غذای مادرش بخورد. لیکن زین‌العابدین این غذا را تناول نمود و درگذشت.